# Typhonium conchiforme
Typhonium conchiforme är en kallaväxtart som beskrevs av Wilbert Leonard Anna Hetterscheid och A.Galloway. Typhonium conchiforme ingår i släktet Typhonium och familjen kallaväxter.
Artens utbredningsområde är Thailand. Inga underarter finns listade.